# روجر بيرفيت
روجر بيرفيت (بالفرنسية: Roger Peyrefitte) ولد في 17 أغسطس 1907 بكاستر، وتوفى في 5 نوفمبر 2000 بباريس. وهو كاتب فرنسي.

## روابط خارجية
- روجر بيرفيت على موقع IMDb (الإنجليزية)
- روجر بيرفيت على موقع مونزينجر (الألمانية)
- روجر بيرفيت على موقع قاعدة بيانات الفيلم (الإنجليزية)